# Pauline Gistl

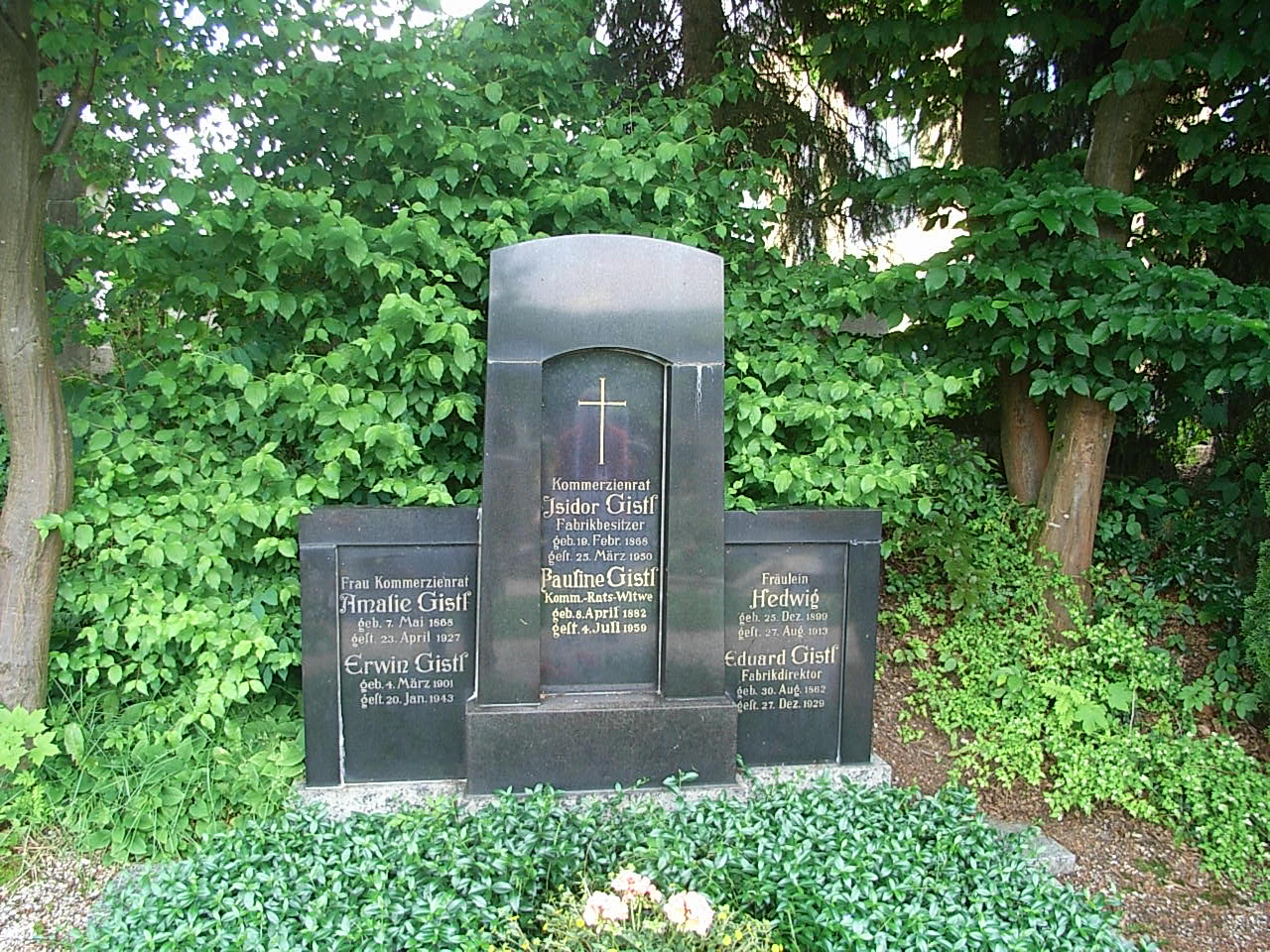
Das Grab der Familie Gistl auf dem Friedhof in Frauenau

Pauline Gistl (* 8. April 1882; † 4. Juli 1959; geborene Bauer) war eine deutsche Unternehmerin.

## Werdegang
Gistl war die dritte Ehefrau des Glasfabrikanten und Kommerzienrates Isidor Gistl (1868–1950). Nach dessen Tod übernahm sie die Leitung der von ihrem Mann gegründeten Kristallglasfabrik Isidor Gistl in Frauenau.
Für ihr soziales und wirtschaftliches Wirken wurde sie im Juni 1957 als erste Frau in Niederbayern mit dem Verdienstkreuz 1. Klasse der Bundesrepublik Deutschland ausgezeichnet. Außerdem war sie Ehrenbürgerin von Frauenau.